# Férfi kettesbob az 1948. évi téli olimpiai játékokon
Az 1948. évi téli olimpiai játékokon a bob férfi kettes versenyszámát január 30-án és 31-én rendezték. Az aranyérmet a svájci Felix Endrich–Friedrich Waller-páros nyerte meg. A versenyszámban nem vett részt magyar páros.

## Eredmények
A verseny négy futamból állt. A négy futam időeredményének összessége határozta meg a végső sorrendet. Az időeredmények másodpercben értendők. A futamok legjobb időeredményei vastagbetűvel olvashatóak.
| Helyezés | Csapat                                                         | 1.     | 2.     | 3.            | 4.     | Össz.         |
| -------- | -------------------------------------------------------------- | ------ | ------ | ------------- | ------ | ------------- |
| Arany    | Svájc (SUI)-2 · Felix Endrich · Friedrich Waller               | 1:22,4 | 1:22,7 | 1:21,7        | 1:22,4 | 5:29,2        |
| Ezüst    | Svájc (SUI)-1 · Fritz Feierabend · Paul Eberhard               | 1:23,7 | 1:24,0 | 1:21,4        | 1:21,3 | 5:30,4        |
| Bronz    | Egyesült Államok (USA)-2 · Frederick Fortune · Schuyler Carron | 1:25,5 | 1:24,1 | 1:22,5        | 1:23,2 | 5:35,3        |
| 4.       | Belgium (BEL)-1 · Max Houben · Jacques Mouvet                  | 1:24,4 | 1:24,4 | 1:24,5        | 1:24,2 | 5:37,5        |
| 5.       | Nagy-Britannia (GBR)-1 · William Coles · Raymond Collings      | 1:25,2 | 1:24,4 | 1:24,2        | 1:24,1 | 5:37,9        |
| 6.       | Olaszország (ITA)-1 · Nino Bibbia · Edilberto Campadese        | 1:25,0 | 1:25,0 | 1:23,8        | 1:24,2 | 5:38,0        |
| 7.       | Norvégia (NOR)-2 · Arne Holst · Ivar Johansen                  | 1:25,6 | 1:25,0 | 1:23,7        | 1:23,9 | 5:38,2        |
| 8.       | Olaszország (ITA)-2 · Mario Vitali · Dario Poggi               | 1:25,1 | 1:25,1 | 1:24,0        | 1:24,4 | 5:38,6        |
| 9.       | Egyesült Államok (USA)-1 · Tuffield A. Latour · Leo J. Martin  | 1:24,9 | 1:24,8 | 1:24,1        | 1:25,4 | 5:39,2        |
| 10.      | Belgium (BEL)-2 · Marcel Leclef · Louis-Georges Niels          | 1:26,8 | 1:24,9 | 1:23,6        | 1:24,5 | 5:39,8        |
| 11.      | Franciaország (FRA)-1 · Achille Fould · Henri Evrot            | 1:25,8 | 1:25,3 | 1:24,7        | 1:24,6 | 5:40,4        |
| 12.      | Franciaország (FRA)-2 · William Hirigoyen · Louis Saint-Calbre | 1:25,8 | 1:25,0 | 1:24,9        | 1:24,8 | 5:40,5        |
| 13.      | Norvégia (NOR)-1 · Bjarne Schrøen · Gunnar Thoresen            | 1:27,1 | 1:27,1 | 1:26,1        | 1:26,2 | 5:46,5        |
| 14.      | Csehszlovákia (TCH) · Max Ippen · Eduard Novotný               | 1:27,2 | 1:26,4 | 1:26,3        | 1:26,7 | 5:46,6        |
| 15.      | Argentína (ARG) · Marcello de Ridder · Héctor Tomasi           | 1:29,2 | 1:28,5 | 1:27,8        | 1:27,3 | 5:52,8        |
| –        | Nagy-Britannia (GBR)-2 · Anthony Gadd · Basil Wellicome        | 1:27,9 | 1:26,8 | nem ért célba | –      | nem ért célba |